# Lagraulet-du-Gers
Lagraulet-du-Gers (L'Agraulet de Gers en gascon) est une commune française située dans le nord du département du Gers en région Occitanie. Sur le plan historique et culturel, la commune est dans le Condomois, une ancienne circonscription de la province de Gascogne ayant titre de comté.
Exposée à un climat océanique altéré, elle est drainée par l'Auzoue, l'Izaute et par divers autres petits cours d'eau. La commune possède un patrimoine naturel remarquable composé de quatre zones naturelles d'intérêt écologique, faunistique et floristique.
Lagraulet-du-Gers est une commune rurale qui compte 559 habitants en 2022, après avoir connu un pic de population de 1 255 habitants en 1831. Elle fait partie de l'aire d'attraction d'Eauze. Ses habitants sont appelés les Lagraulétois ou  Lagraulétoises.

## Géographie

### Localisation
Lagraulet-du-Gers est une commune située dans l'ouest du Gers, à l'est d'Eauze.

### Communes limitrophes
Les communes limitrophes sont  Cazeneuve, Courrensan, Eauze, Gondrin, Lauraët et Montréal.
|           | Montréal          | Lauraët |
| Cazeneuve | Lagraulet-du-Gers | Gondrin |
| Eauze     | Courrensan        |         |

### Géologie et relief
Lagraulet-du-Gers se situe en zone de sismicité 1 (sismicité très faible).

### Hydrographie

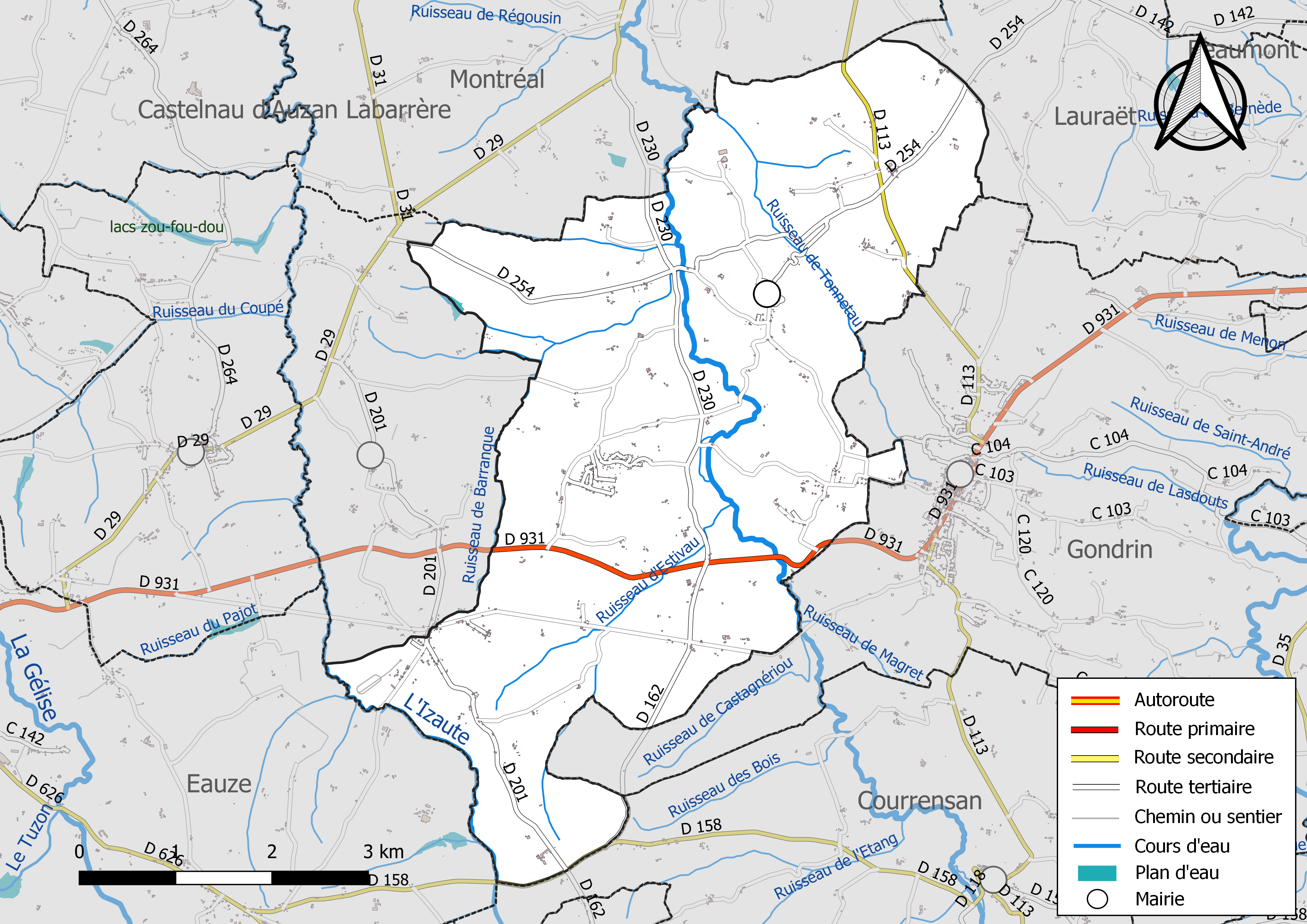
Réseaux hydrographique et routier de Lagraulet-du-Gers.

La commune est dans le bassin de la Garonne, au sein du bassin hydrographique Adour-Garonne. Elle est drainée par l'Auzoue, l'Izaute, un bras de l'Auzoue, le ruisseau de Barranque, le ruisseau d'Estivau, le ruisseau de Tonnetau et par divers petits cours d'eau, qui constituent un réseau hydrographique de 26 km de longueur totale,.
L'Auzoue, d'une longueur totale de 74,3 km, prend sa source dans la commune de Mascaras et s'écoule vers le nord. Il traverse la commune et se jette dans la Gélise à Réaup-Lisse, après avoir traversé 19 communes.
L'Izaute, d'une longueur totale de 37,5 km, prend sa source dans la commune de Dému et s'écoule vers le nord. Il traverse la commune et se jette dans la Gélise à Castelnau d'Auzan Labarrère, après avoir traversé 11 communes.

### Climat
Pour des articles plus généraux, voir Climat de l'Occitanie et Climat du Gers.
En 2010, le climat de la commune est de type climat du Bassin du Sud-Ouest, selon une étude s'appuyant sur une série de données couvrant la période 1971-2000. En 2020, Météo-France publie une typologie des climats de la France métropolitaine dans laquelle la commune est exposée à un climat océanique altéré et est dans la région climatique Aquitaine, Gascogne, caractérisée par une pluviométrie abondante au printemps, modérée en automne, un faible ensoleillement au printemps, un été chaud (19,5 °C), des vents faibles, des brouillards fréquents en automne et en hiver et des orages fréquents en été (15 à 20 jours).
Pour la période 1971-2000, la température annuelle moyenne est de 13,3 °C, avec une amplitude thermique annuelle de 15,4 °C. Le cumul annuel moyen de précipitations est de 826 mm, avec 10,8 jours de précipitations en janvier et 6,8 jours en juillet. Pour la période 1991-2020, la température moyenne annuelle observée sur la station météorologique la plus proche, située sur la commune de Condom à 14 km à vol d'oiseau, est de 13,9 °C et le cumul annuel moyen de précipitations est de 703,8 mm,. Pour l'avenir, les paramètres climatiques de la commune estimés pour 2050 selon différents scénarios d'émission de gaz à effet de serre sont consultables sur un site dédié publié par Météo-France en novembre 2022.

### Milieux naturels et biodiversité
L’inventaire des zones naturelles d'intérêt écologique, faunistique et floristique (ZNIEFF) a pour objectif de réaliser une couverture des zones les plus intéressantes sur le plan écologique, essentiellement dans la perspective d’améliorer la connaissance du patrimoine naturel national et de fournir aux différents décideurs un outil d’aide à la prise en compte de l’environnement dans l’aménagement du territoire.
Trois ZNIEFF de type 1 sont recensées sur la commune :
- la « forêt de Gondrin » (315 ha), couvrant 3 communes du département[14] ;
- la « lande du Broc Blanc » (230 ha), couvrant 3 communes du département[15] ;
- la « mare de Bazeilles » (3 ha)[16] ;

et une ZNIEFF de type 2, : 
« l'Izaute et milieux annexes » (2 772 ha), couvrant 13 communes dont 12 dans le Gers et une dans le Lot-et-Garonne.

Carte des ZNIEFF de type 1 et 2 à Lagraulet-du-Gers.
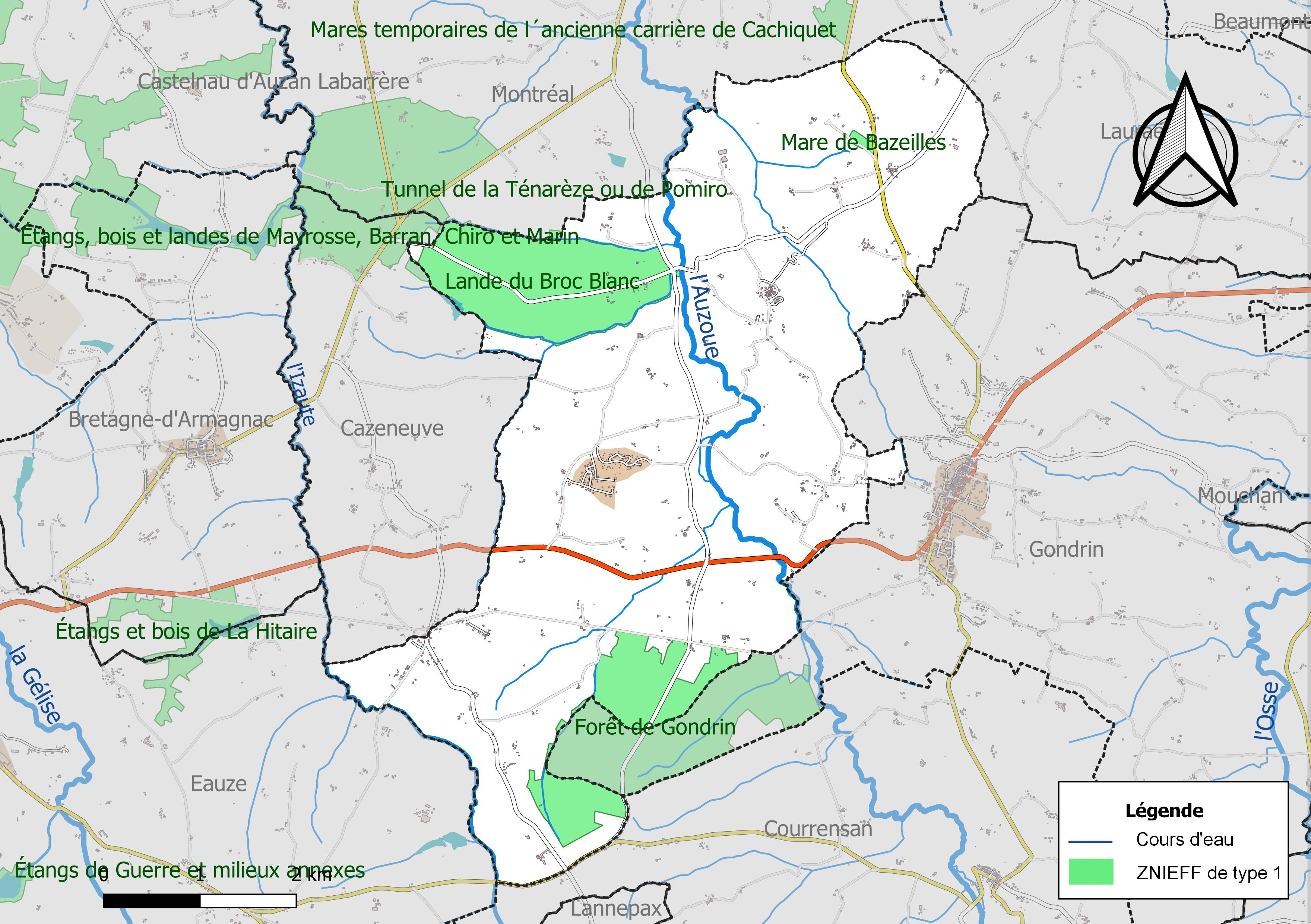
Carte des ZNIEFF de type 1 sur la commune.
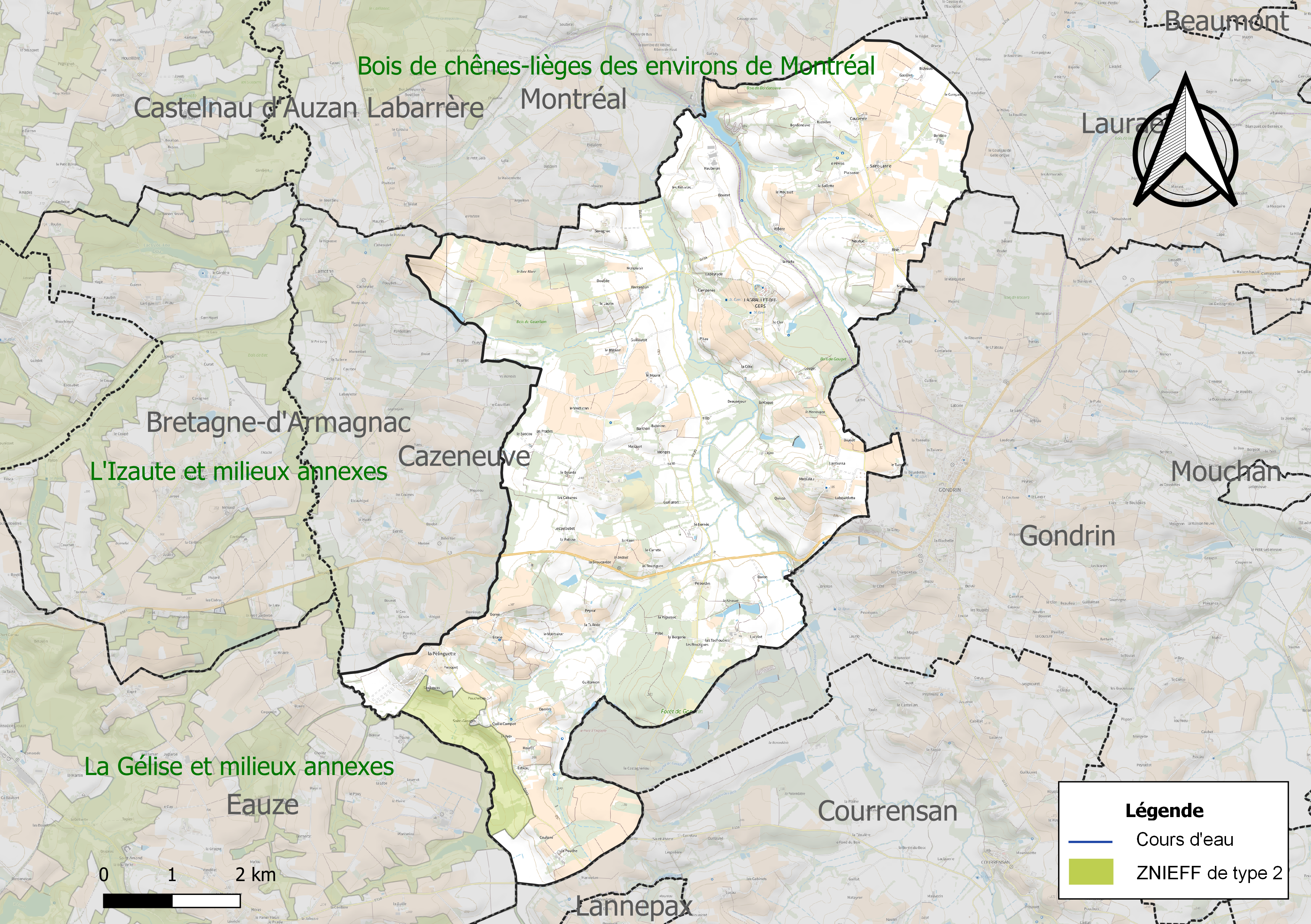
Carte de la ZNIEFF de type 2 sur la commune.

## Urbanisme

### Typologie
Au 1er janvier 2024, Lagraulet-du-Gers est catégorisée commune rurale à habitat très dispersé, selon la nouvelle grille communale de densité à sept niveaux définie par l'Insee en 2022.
Elle est située hors unité urbaine. Par ailleurs la commune fait partie de l'aire d'attraction d'Eauze, dont elle est une commune de la couronne,. Cette aire, qui regroupe 12 communes, est catégorisée dans les aires de moins de 50 000 habitants,.

### Occupation des sols
L'occupation des sols de la commune, telle qu'elle ressort de la base de données européenne d’occupation biophysique des sols Corine Land Cover (CLC), est marquée par l'importance des territoires agricoles (86,3 % en 2018), une proportion sensiblement équivalente à celle de 1990 (85,9 %). La répartition détaillée en 2018 est la suivante : 
cultures permanentes (52,2 %), zones agricoles hétérogènes (21 %), forêts (12,8 %), terres arables (10,3 %), prairies (2,7 %), zones urbanisées (1 %). L'évolution de l’occupation des sols de la commune et de ses infrastructures peut être observée sur les différentes représentations cartographiques du territoire : la carte de Cassini (XVIIIe siècle), la carte d'état-major (1820-1866) et les cartes ou photos aériennes de l'IGN pour la période actuelle (1950 à aujourd'hui).

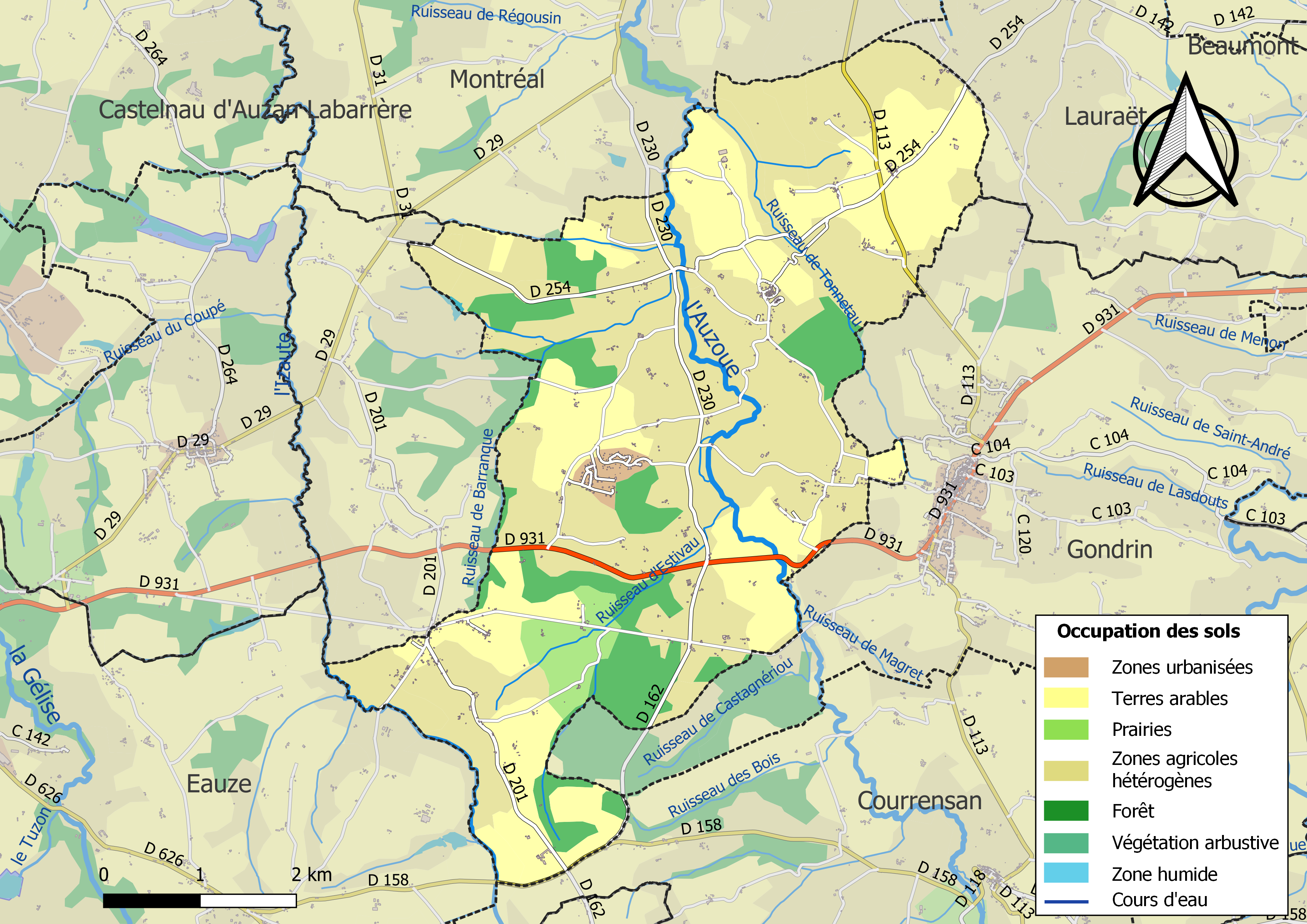
Carte des infrastructures et de l'occupation des sols de la commune en 2018 (CLC).

### Risques majeurs
Le territoire de la commune de Lagraulet-du-Gers est vulnérable à différents aléas naturels : météorologiques (tempête, orage, neige, grand froid, canicule ou sécheresse) et séisme (sismicité très faible). Un site publié par le BRGM permet d'évaluer simplement et rapidement les risques d'un bien localisé soit par son adresse soit par le numéro de sa parcelle.

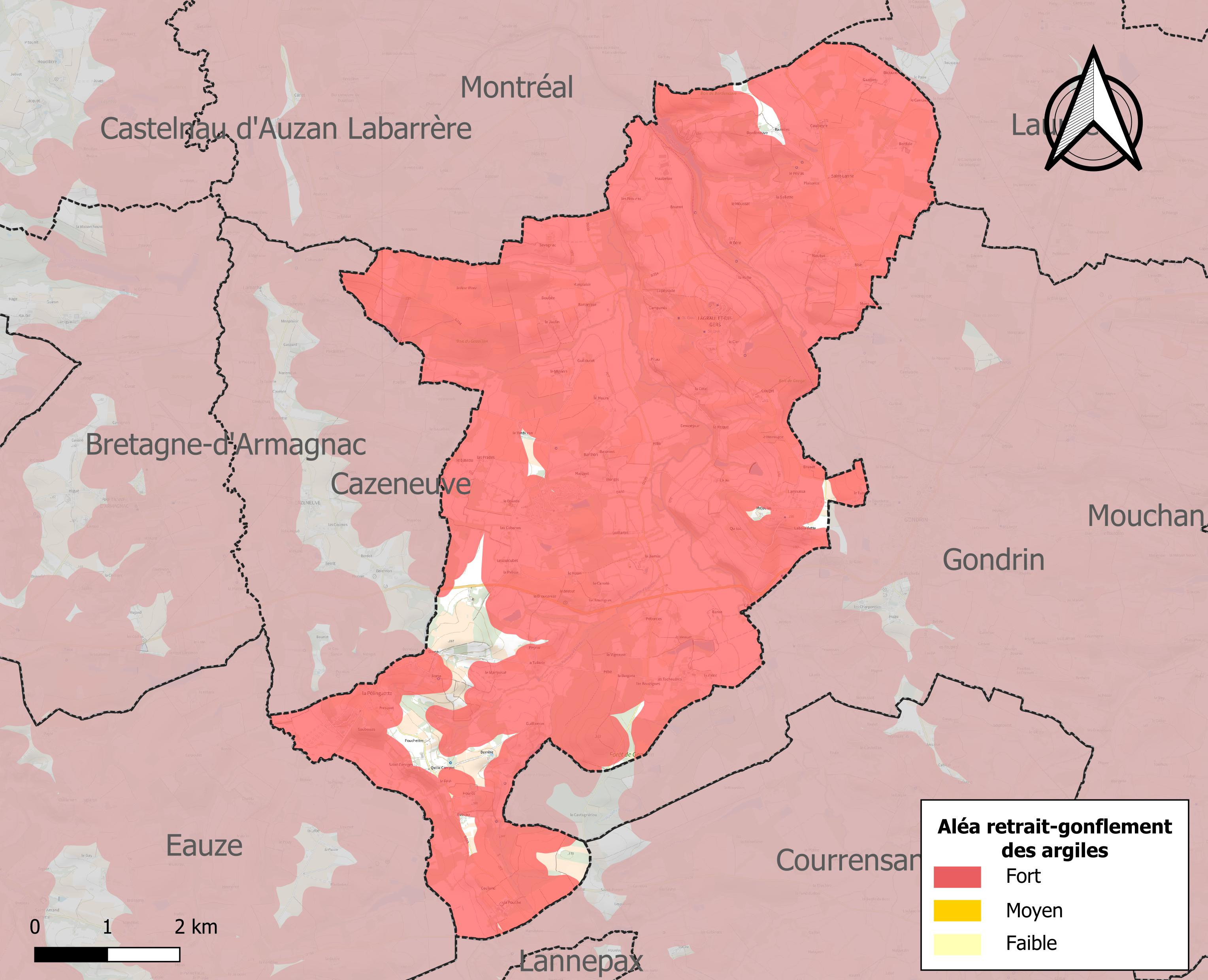
Carte des zones d'aléa retrait-gonflement des sols argileux de Lagraulet-du-Gers.

Le retrait-gonflement des sols argileux est susceptible d'engendrer des dommages importants aux bâtiments en cas d’alternance de périodes de sécheresse et de pluie. 94,5 % de la superficie communale est en aléa moyen ou fort (94,5 % au niveau départemental et 48,5 % au niveau national). Sur les 281 bâtiments dénombrés sur la commune en 2019, 264 sont en aléa moyen ou fort, soit 94 %, à comparer aux 93 % au niveau départemental et 54 % au niveau national. Une cartographie de l'exposition du territoire national au retrait gonflement des sols argileux est disponible sur le site du BRGM,.
Par ailleurs, afin de mieux appréhender le risque d’affaissement de terrain, l'inventaire national des cavités souterraines permet de localiser celles situées sur la commune.
La commune a été reconnue en état de catastrophe naturelle au titre des dommages causés par les inondations et coulées de boue survenues en 1999, 2003 et 2009. Concernant les mouvements de terrains, la commune a été reconnue en état de catastrophe naturelle au titre des dommages causés par la sécheresse en 1989, 1991, 1993, 1998, 2002 et 2017 et par des mouvements de terrain en 1999.

## Toponymie
Prononcé en gascon « lagra'ulas ».

Du languedocien agraulo (Corneille) avec le suffixe collectif –etum.
Ce toponyme signifie « la houssaie ».
Lagraulet : Du latin classique acrifolium, littéralement « feuille pointue »,devenu aquifolium chez Pline, d’où le nom scientifique d’Ilex aquifolium, (houx). La variante bas latine *acrifulon est issue d’un croisement entre acrifolium et axifulon. L’évolution phonétique ultime de cet *acrifulon passe par l’affaiblissement du f intervocalique en v. Ce f a même pu disparaitre et être à l’origine de la forme gasconne l'agreulet orthographié en français lagraulet, avec le suffixe collectif –etum et agglutination de l’article.

## Histoire
Le seigneur Bertrand, avant de partir pour Jérusalem, reçut en 1104 sur ses terres le propre évêque de Compostelle, Diego Gelmírez.

### Le pèlerinage de Compostelle
Lagraulet-du-Gers est sur le trajet de la via Podiensis du pèlerinage de Saint-Jacques-de-Compostelle. On vient de Lauraët, la prochaine commune est Eauze. Le village étant traversé par les pèlerins se rendant à Saint-Jacques-de-Compostelle l’église Sainte-Madeleine, témoigne de cette fonction de voie de passage avec sa sculpture de pèlerins et les coquilles qui se déploient en son sein.

## Politique et administration
| Période                                  | Période  | Identité       | Étiquette | Qualité     |
| ---------------------------------------- | -------- | -------------- | --------- | ----------- |
| 2001                                     | En cours | Nicolas Meliet | DVG       | Agriculteur |
| Les données manquantes sont à compléter. |          |                |           |             |

## Démographie
| 1793  | 1800  | 1806  | 1821  | 1831  | 1841  | 1846  | 1851  | 1856  |
| ----- | ----- | ----- | ----- | ----- | ----- | ----- | ----- | ----- |
| 1 122 | 1 095 | 1 094 | 1 088 | 1 255 | 1 136 | 1 161 | 1 152 | 1 060 |

| 1861  | 1866  | 1872 | 1876 | 1881 | 1886 | 1891 | 1896 | 1901 |
| ----- | ----- | ---- | ---- | ---- | ---- | ---- | ---- | ---- |
| 1 038 | 1 054 | 914  | 962  | 938  | 969  | 863  | 808  | 761  |

| 1906 | 1911 | 1921 | 1926 | 1931 | 1936 | 1946 | 1954 | 1962 |
| ---- | ---- | ---- | ---- | ---- | ---- | ---- | ---- | ---- |
| 762  | 706  | 683  | 650  | 664  | 720  | 654  | 630  | 575  |

| 1968 | 1975 | 1982 | 1990 | 1999 | 2005 | 2006 | 2010 | 2015 |
| ---- | ---- | ---- | ---- | ---- | ---- | ---- | ---- | ---- |
| 545  | 410  | 427  | 395  | 381  | 358  | 358  | 458  | 544  |

| 2020 | 2022 | - | - | - | - | - | - | - |
| ---- | ---- | - | - | - | - | - | - | - |
| 555  | 559  | - | - | - | - | - | - | - |

## Économie

### Revenus
En 2018  (données Insee publiées en septembre 2021), la commune compte 215 ménages fiscaux, regroupant 518 personnes. La médiane du revenu disponible par unité de consommation est de 19 150 € (20 820 € dans le département).

### Emploi
|                | 2008  | 2013  | 2018  |
| -------------- | ----- | ----- | ----- |
| Commune        | 6,6 % | 8,6 % | 5,4 % |
| Département    | 6,1 % | 7,5 % | 8,2 % |
| France entière | 8,3 % | 10 %  | 10 %  |

En 2018, la population âgée de 15 à 64 ans s'élève à 324 personnes, parmi lesquelles on compte 78,5 % d'actifs (73,1 % ayant un emploi et 5,4 % de chômeurs) et 21,5 % d'inactifs,. En  2018, le taux de chômage communal (au sens du recensement) des 15-64 ans est inférieur à celui de la France et département, alors qu'en 2008 il était supérieur à celui du département et inférieur à celui de la France.
La commune fait partie de la couronne de l'aire d'attraction d'Eauze, du fait qu'au moins 15 % des actifs travaillent dans le pôle,. Elle compte 120 emplois en 2018, contre 123 en 2013 et 92 en 2008. Le nombre d'actifs ayant un emploi résidant dans la commune est de 242, soit un indicateur de concentration d'emploi de 49,5 % et un taux d'activité parmi les 15 ans ou plus de 55,7 %.
Sur ces 242 actifs de 15 ans ou plus ayant un emploi, 70 travaillent dans la commune, soit 29 % des habitants. Pour se rendre au travail, 86,9 % des habitants utilisent un véhicule personnel ou de fonction à quatre roues, 7,2 % s'y rendent en deux-roues, à vélo ou à pied et 5,9 % n'ont pas besoin de transport (travail au domicile).

### Activités hors agriculture

#### Secteurs d'activités
52 établissements sont implantés  à Lagraulet-du-Gers au 31 décembre 2019. Le tableau ci-dessous en détaille le nombre par secteur d'activité et compare les ratios avec ceux du département,.
| Secteur d'activité                                                                                        | Commune | Commune | Département |
| Secteur d'activité                                                                                        | Nombre  | %       | %           |
| --- | ------- | ------- | ----------- |
| Ensemble                                                                                                  | 52      |         |             |
| Industrie manufacturière, industries extractives et autres                                                | 7       | 13,5 %  | (12,3 %)    |
| Construction                                                                                              | 7       | 13,5 %  | (14,6 %)    |
| Commerce de gros et de détail, transports, hébergement et restauration                                    | 19      | 36,5 %  | (27,7 %)    |
| Activités immobilières                                                                                    | 5       | 9,6 %   | (5,2 %)     |
| Activités spécialisées, scientifiques et techniques et activités de services administratifs et de soutien | 8       | 15,4 %  | (14,4 %)    |
| Administration publique, enseignement, santé humaine et action sociale                                    | 4       | 7,7 %   | (12,3 %)    |
| Autres activités de services                                                                              | 2       | 3,8 %   | (8,3 %)     |

Le secteur du commerce de gros et de détail, des transports, de l'hébergement et de la restauration est prépondérant sur la commune puisqu'il représente 36,5 % du nombre total d'établissements de la commune (19 sur les 52 entreprises implantées  à Lagraulet-du-Gers), contre 27,7 % au niveau départemental.

#### Entreprises et commerces
Les deux entreprises ayant leur siège social sur le territoire communal qui génèrent le plus de chiffre d'affaires en 2020 sont : 
- Lero, activités de soutien aux cultures (159 k€)
- SARL Alsau, hébergement touristique et autre hébergement de courte durée (38 k€)

### Agriculture
La commune est dans le Ténarèze, une petite région agricole occupant le centre du département du Gers, faisant transition entre lʼAstarac “pyrénéen”, dont elle est originaire et dont elle prolonge et atténue le modelé, et la Gascogne garonnaise dont elle annonce le paysage. En 2020, l'orientation technico-économique de l'agriculture  sur la commune est la viticulture.
|               | 1988  | 2000  | 2010  | 2020  |
| ------------- | ----- | ----- | ----- | ----- |
| Exploitations | 62    | 47    | 38    | 26    |
| SAU (ha)      | 2 184 | 2 281 | 2 282 | 2 286 |

Le nombre d'exploitations agricoles en activité et ayant leur siège dans la commune est passé de 62 lors du recensement agricole de 1988  à 47 en 2000 puis à 38 en 2010 et enfin à 26 en 2020, soit une baisse de 58 % en 32 ans. Le même mouvement est observé à l'échelle du département qui a perdu pendant cette période 51 % de ses exploitations,. La surface agricole utilisée sur la commune a quant à elle augmenté, passant de 2 184 ha en 1988 à 2 286 ha en 2020. Parallèlement la surface agricole utilisée moyenne par exploitation a augmenté, passant de 35 à 88 ha.

## Culture locale et patrimoine

### Lieux et monuments
- Vestiges du château médieval : une tour carrée du XIIIe siècleavec logis, vestiges d'une seconde tour carrée du XIIe siècle, enceinte fortifiée et douves en eau.
- Dans l'église Sainte-Madeleine de Lagraulet-du-Gers, une retombée d'ogive sculptée d'un pèlerin de Saint-Jacques de Compostelle avec bourdon, gourde, chapelet et coquilles.
- La chapelle Saint-Lannes de Saint-Lanne de style roman ainsi que le cimetière attenant, au lieu-dit Hourès, au carrefour de la D 113 et de la D 254, a été sauvegardée au début des années 2000[35].
- Un dolmen – un des rares qui subsiste dans le département – se trouve dans le bois proche de Hourès[36]. Toutefois des doutes subsistent quant à son authenticité : il pourrait être le fruit d'un agencement naturel ou un dolmen factice  monté au XIXe siècle, ce qui était à la mode de l'époque...

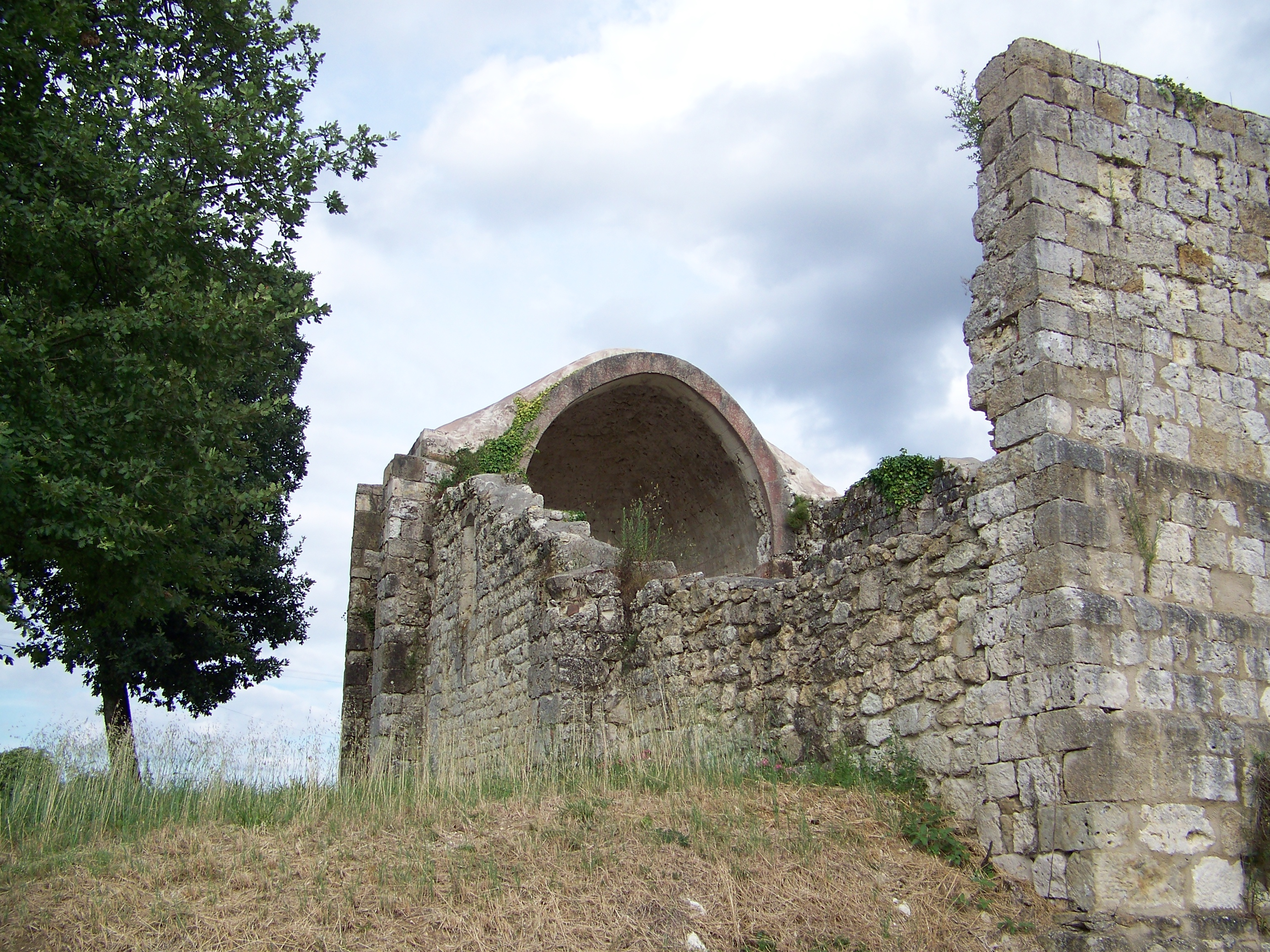
Chapelle Saint-Lannes, vue du carrefour.
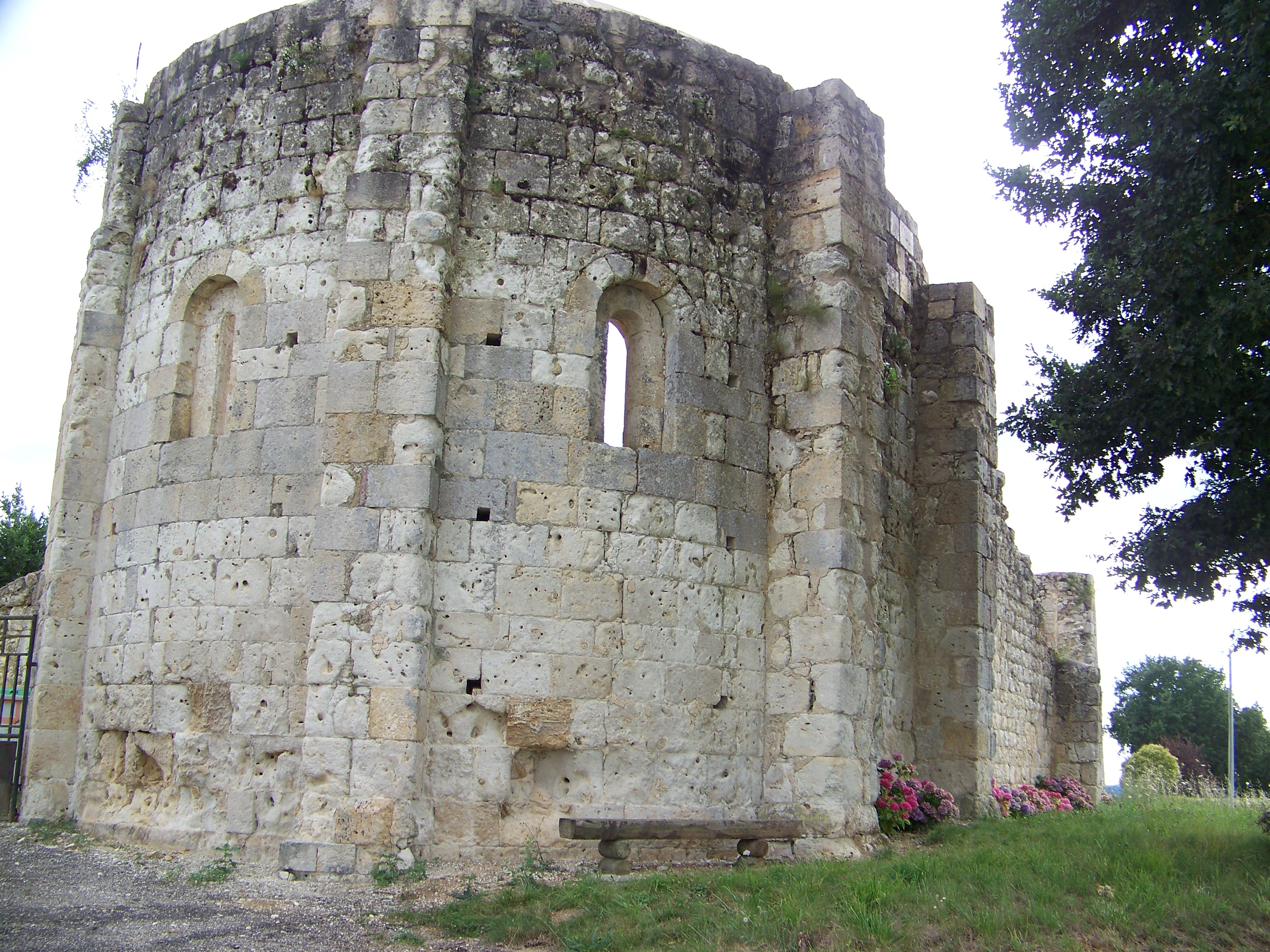
Abside de la chapelle Saint-Lannes.
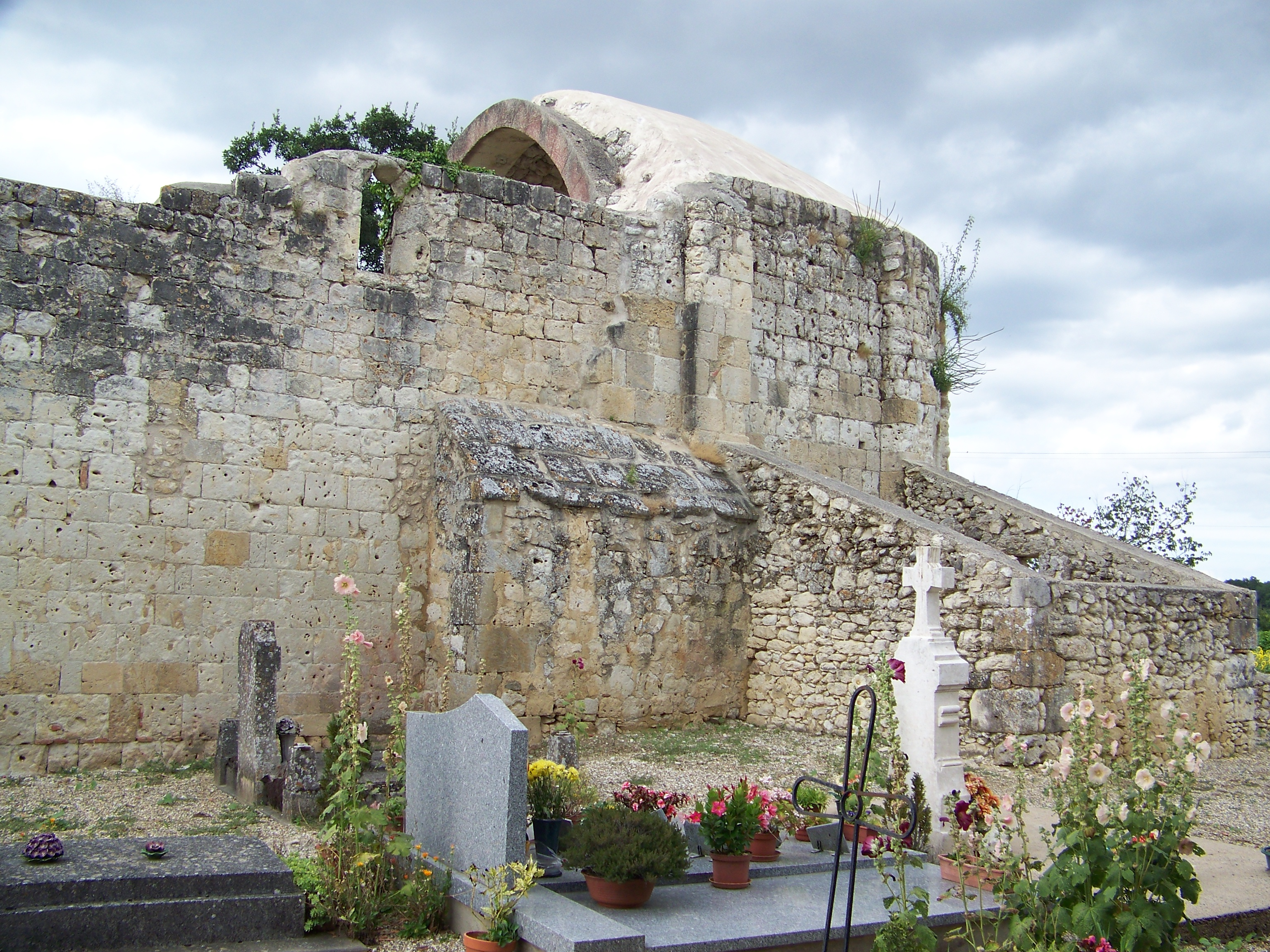
Ruines de la chapelle Saint-Lannes vues du petit cimetière.
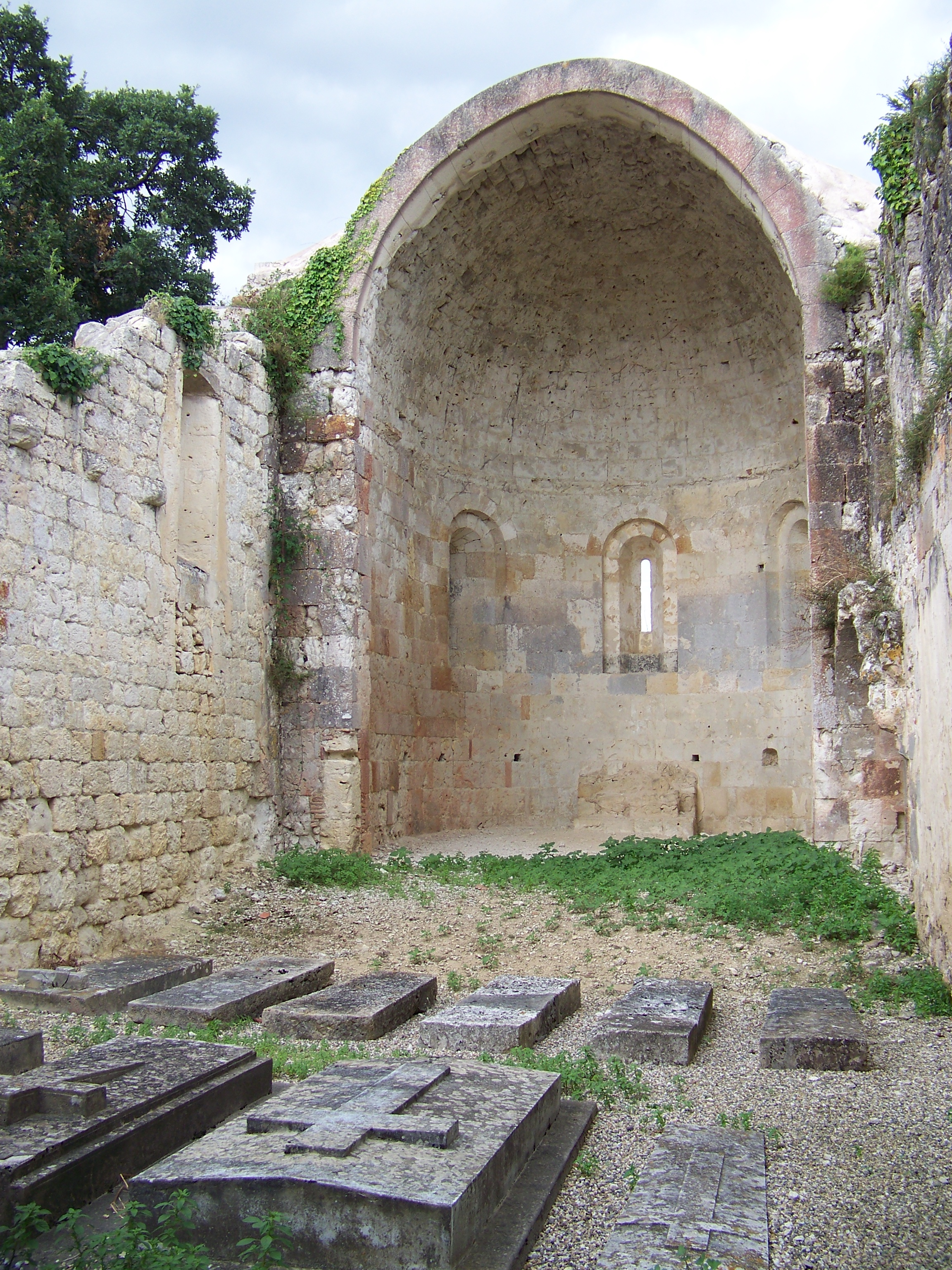
La nef et le chœur de la chapelle Saint-Lannes.

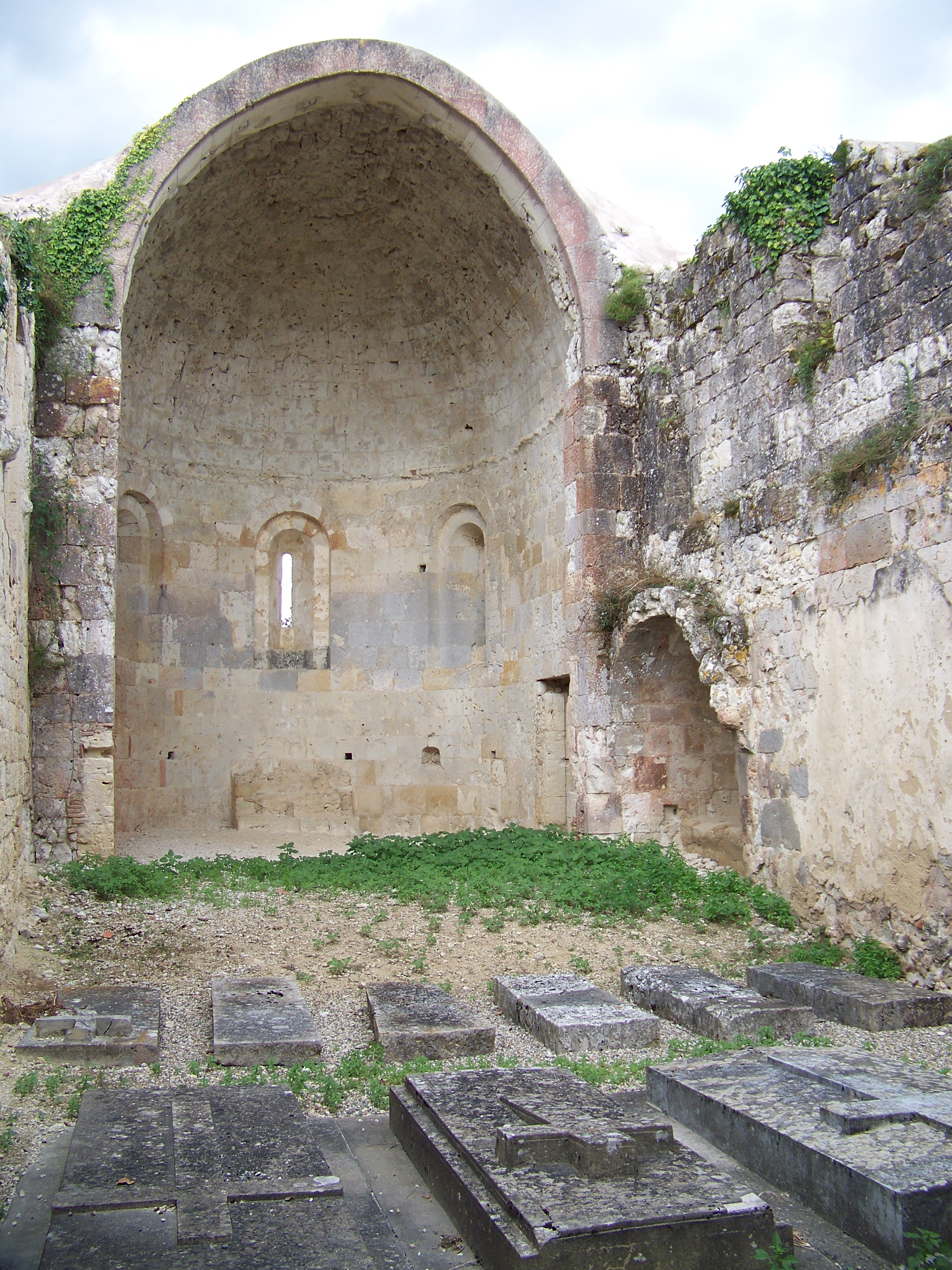
Le chœur de la chapelle Saint-Lannes et le mur sud.
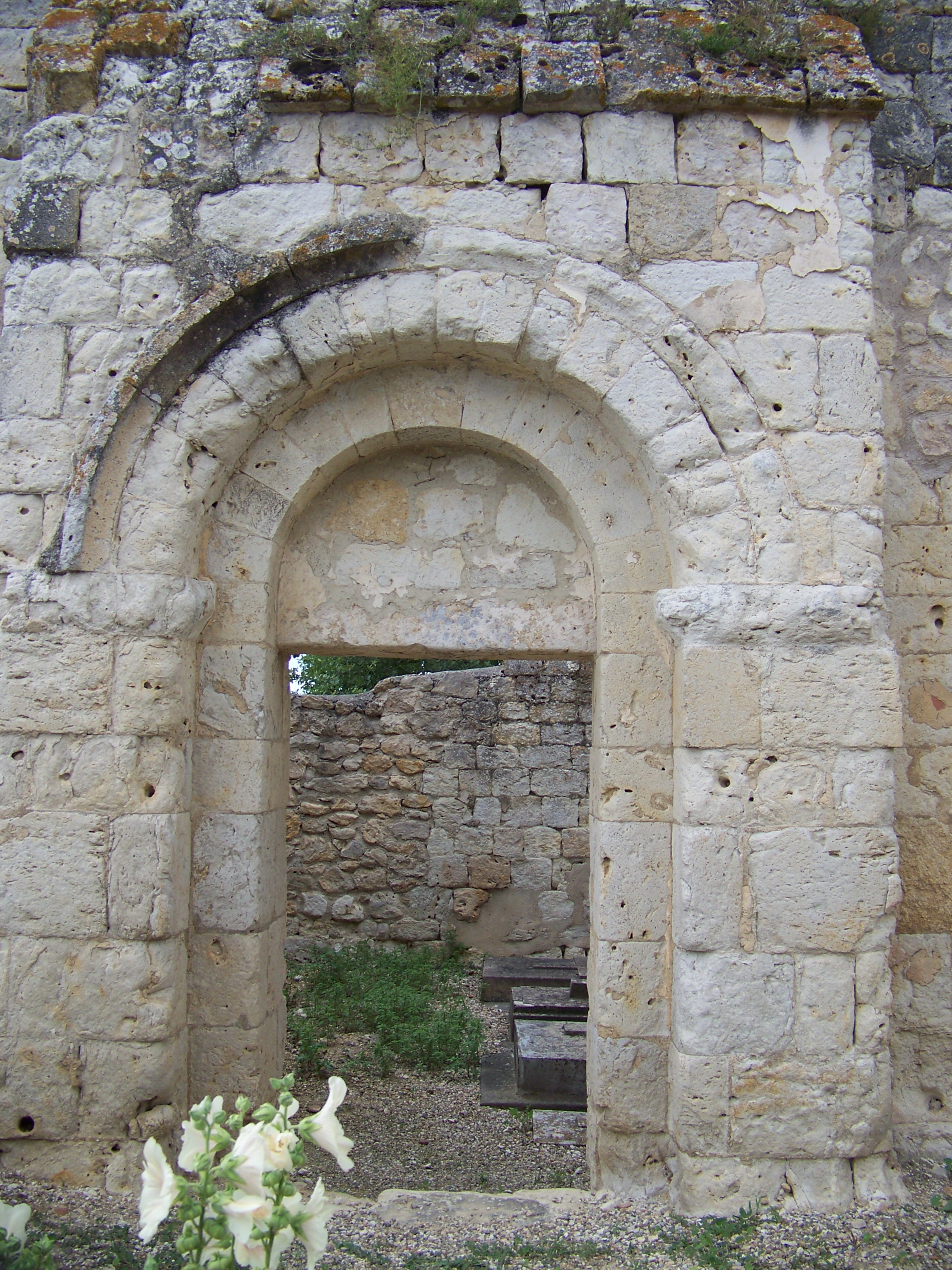
Porte de la chapelle vue depuis le cimetière.
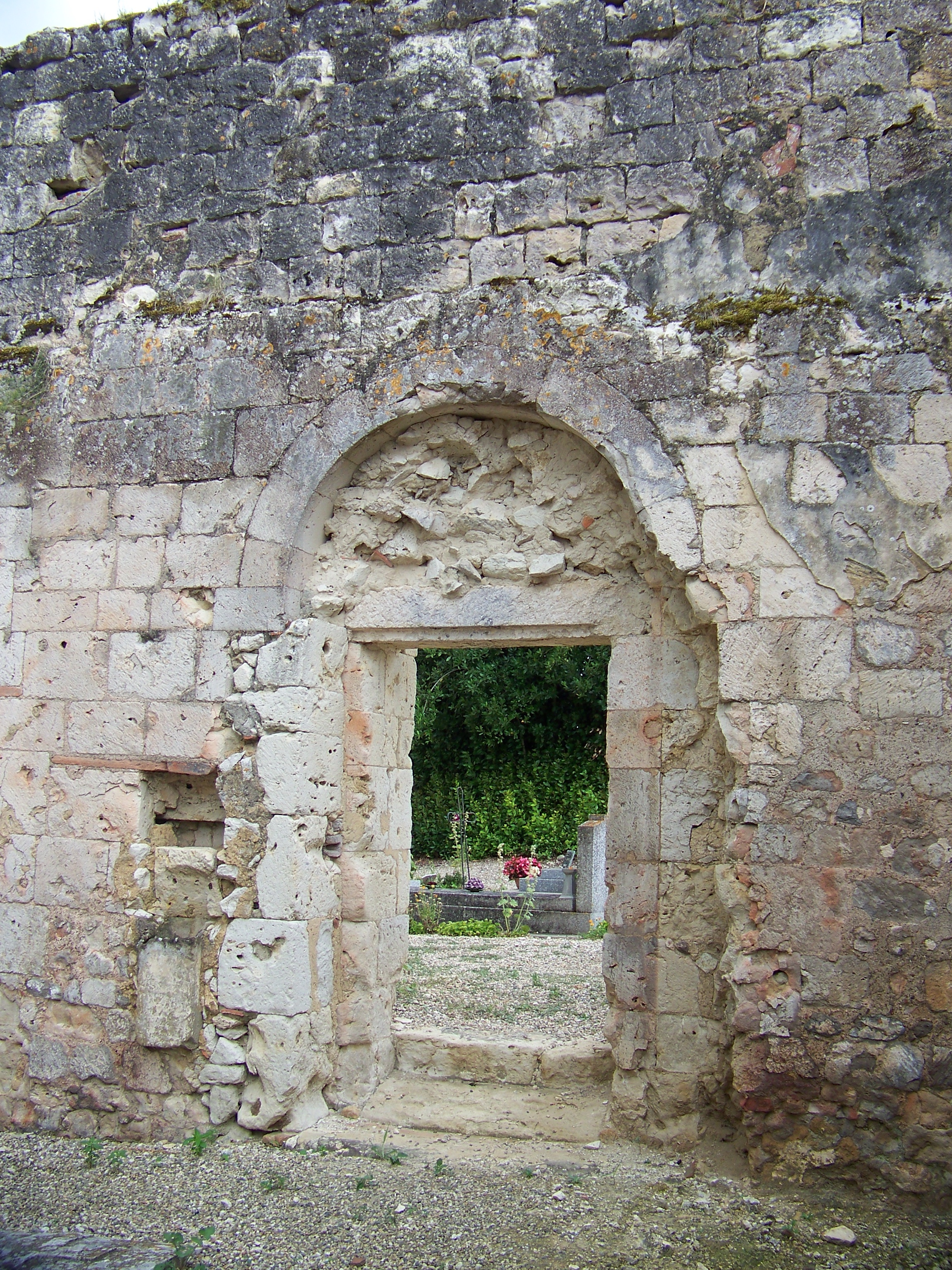
Porte de la chapelle, de l'intérieur de la nef.
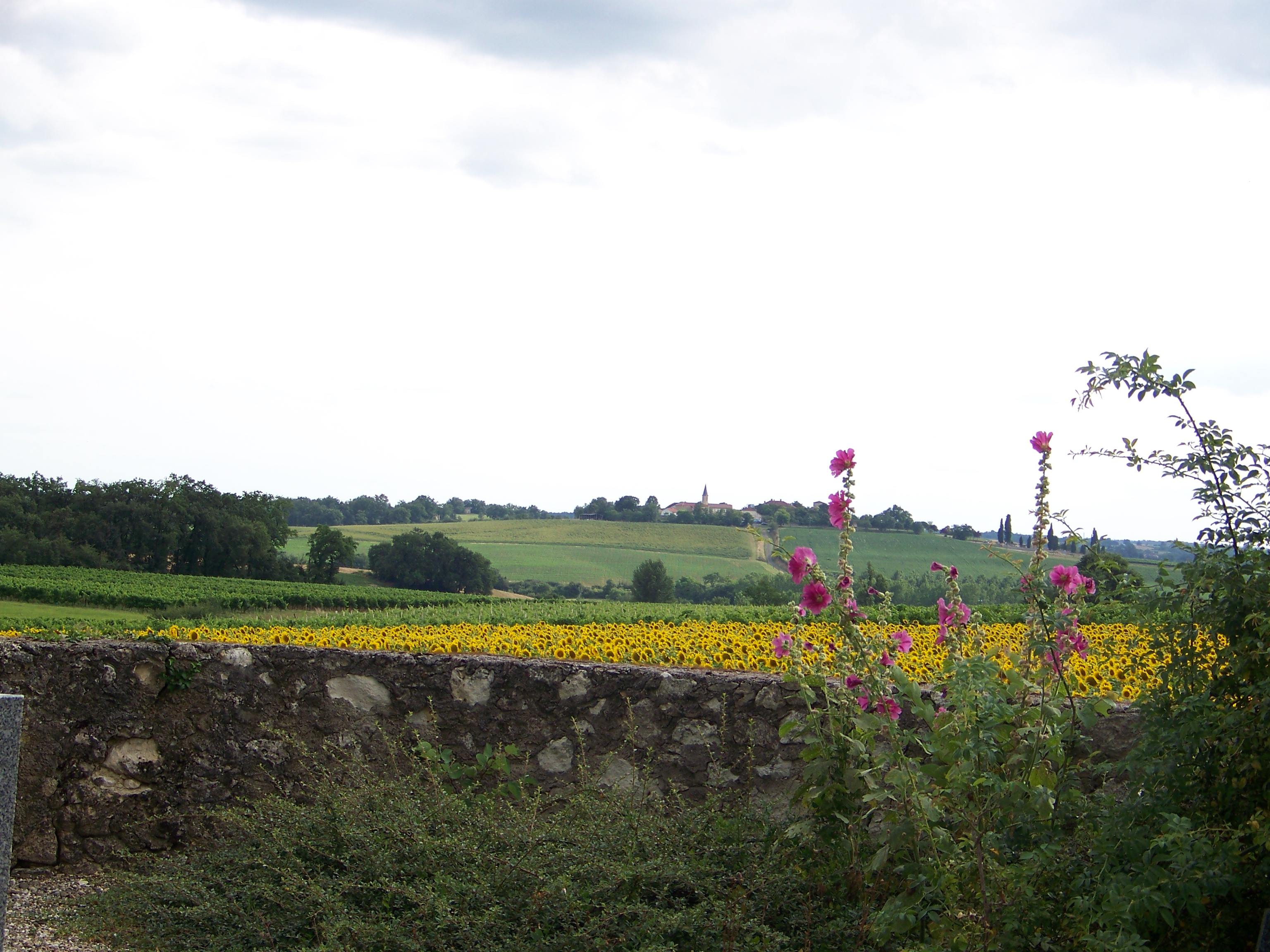
Lagraulet-du-Gers vu du cimetière Saint-Lannes.